# Placement sous surveillance électronique en France

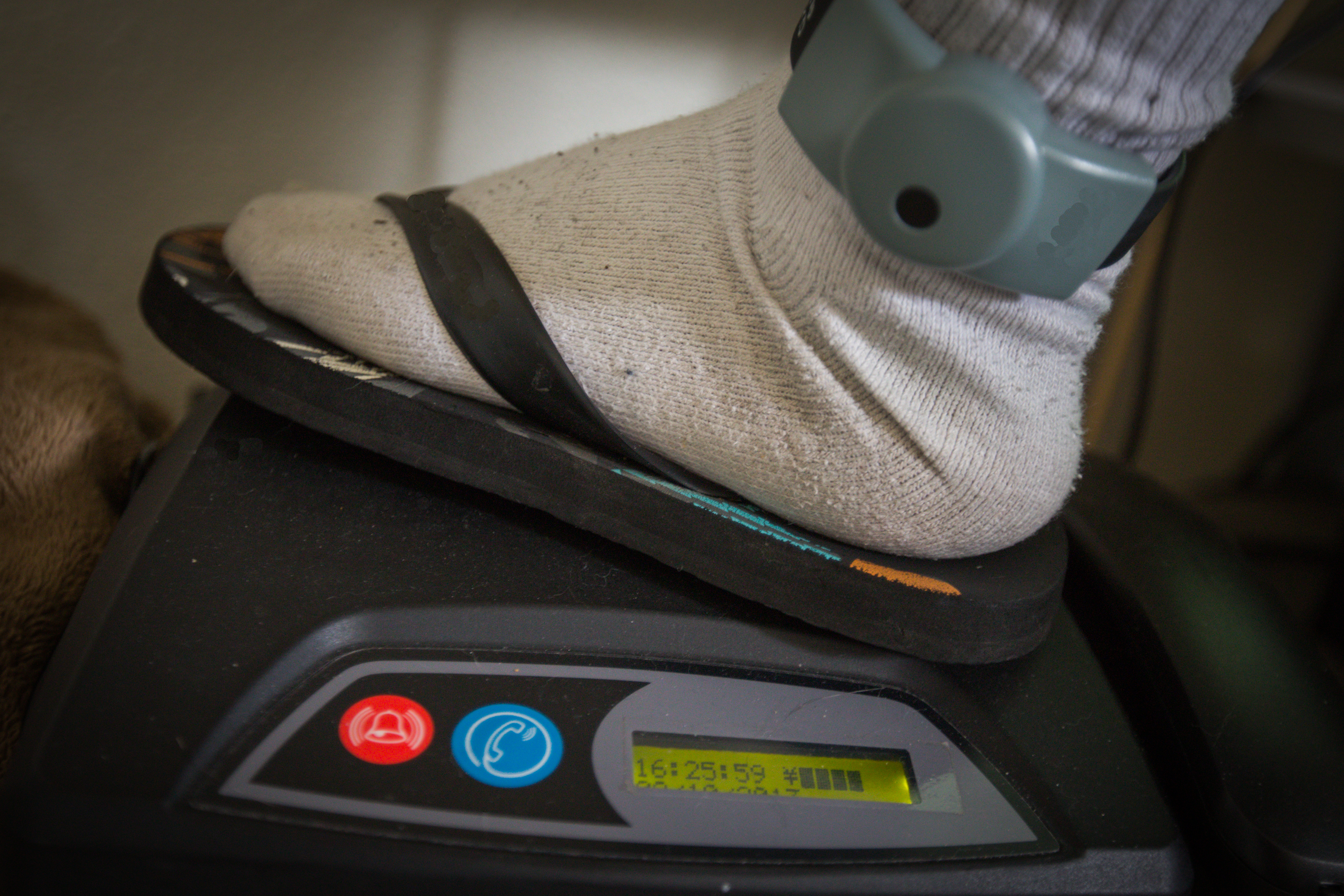
Bracelet de surveillance électronique

En France, il existe deux modalités de Placement sous surveillance électronique jusqu'en 2019 : 
Le placement sous surveillance électronique fixe (PSEF) , créé par la loi du 19 décembre 1997, constitue une mesure d'aménagement de peine pour une personne placée sous écrou et qui permet de s’assurer de la présence du condamné à son domicile à certaines heures déterminées par le juge de l'application des peines. Le principe consiste à poser sur le prisonnier un marquage électronique inviolable.
Le placement sous surveillance électronique mobile (PSEM) est un régime de surveillance électronique instauré par la loi de décembre 2005 sur la récidive des infractions pénales, il a été élargi à la « surveillance de sûreté » par la loi sur la rétention de sûreté de février 2008. Autrement dit, il ne s'agit pas simplement d'une alternative à l'incarcération, mais peut se poursuivre après la fin de la peine de prison, d'abord dans le cadre d'une surveillance socio-judiciaire, et ensuite dans le cadre de la « surveillance de sûreté » . 
La loi de programmation 2018-2022 et de réforme pour la justice instaure la détention à domicile sous surveillance électronique (« DDSE ») qui remplace le placement sous surveillance électronique et peut être prononcée pour les peines inférieures ou égales à six mois d'emprisonnement.

## Technologie
Plusieurs technologies existent. La plus connue est une sorte de montre bracelet (dit bracelet électronique) qui contient une puce électronique pouvant être repérée à distance, grâce à un système de géolocalisation (GPS), par les autorités policières ou pénitentiaires. En outre, l'émetteur « permet une communication entre le centre de surveillance et la personne qui peut faire l'objet d'un enregistrement ». 
Un fichier, ou système de traitement de données, a été constitué par la loi du 13 décembre 2005 sur la récidive à cette finalité. Les données sont conservées pendant la durée du placement sous surveillance, et ensuite pour une période de dix ans.
Les enjeux technologiques associés sont relativement clairs même si leur solution n'est pas actuellement confirmée :
- Inviolabilité : le bracelet ne doit pas pouvoir être facilement retiré ou désactivé.
- Détectabilité : la puce doit pouvoir être facilement détectée par les autorités même depuis une grande distance.
- Fiabilité : comme tout système électronique, la panne n'est pas exclue ; mais ses conséquences seraient sans doute mal perçues par le public.
- Respect de la vie privée : les détenus ou personnes sous contrôle judiciaire doivent voir leurs mouvements limités et pouvoir être retrouvés en cas de fuite ; mais cela ne doit pas être une intrusion dans les détails quotidiens de la vie privée de l'individu.

### Conditions matérielles devant être remplies
- Avoir un domicile fixe ou un hébergement stable (au moins pendant la durée du placement sous surveillance électronique).
- Obtenir l’accord du maître des lieux (propriétaire ou locataire en titre) d’assignation si ce n’est pas le domicile de la personne placée sous surveillance électronique et sauf s’il s’agit d’un lieu public.
- S’il y a lieu, disposer d’un certificat médical attestant de la compatibilité de l’état de santé de la personne bénéficiaire avec le port du bracelet électronique.

Ces éléments, outre la disponibilité du dispositif technique et la vérification de la situation familiale, matérielle et sociale du condamné, sont recueillis au cours d’une enquête préalable de faisabilité effectuée par le SPIP.

### Fonctionnement du dispositif
La personne assignée porte exclusivement à la cheville un bracelet comportant un émetteur.
Dans de très rares cas, le juge de l'application des peines (ou le magistrat compétent) peut décider d'autoriser la pose du bracelet au poignet, pour raisons médicales, de handicap ou de contraintes professionnelles particulières (moniteurs de ski par exemple).   Cet émetteur transmet des signaux fréquents à un récepteur, lequel est placé dans le lieu d’assignation. Ce récepteur envoie à un centre de surveillance diverses informations (messages relatifs au fonctionnement du dispositif et à la présence de la personne placée dans le lieu d’assignation).
En cas de violation de ses obligations par la personne assignée (non-respect des heures d’assignation, tentative d’enlèvement du bracelet…), le système avertit le centre de surveillance par une alarme.

## La détention à domicile sous surveillance électronique
La DDSE est prononcée soit en tant que peine principale, soit comme aménagement de peine. Elle comporte un système électronique de contrôle à distance de la présence ou de l’absence d’une personne sur un lieu où elle a été assignée par décision de justice. La DDSE a été instaurée par la Loi de programmation 2018-2022 et de réforme pour la justice en 2020. 

### Autorité compétente pour un placement sous surveillance électronique fixe
La détention à domicile sous surveillance électronique peut être ordonnée :
- soit par le juge de l'application des peines (JAP) à l’égard d’une personne condamnée à une peine privative de liberté ;
- soit par la juridiction de jugement dès l’audience de jugement, avec ou sans exécution provisoire.

### Personnes pouvant faire l'objet d’une détention à domicile sous surveillance électronique
Les personnes condamnées à une ou plusieurs peines privatives de liberté dont la durée n’excède pas six mois doivent faire l'objet d’une telle mesure, sauf impossibilité résultant de la personne ou de la situation du condamné (article 132-19 du CPP).
Les personnes condamnées à une ou plusieurs peines privatives de liberté dont la durée n’excède pas un an peuvent faire l'objet d’une telle mesure, si la personnalité et la situation du condamné le permettent et sauf impossibilité matérielle.

## Le placement sous surveillance électronique mobile
Selon la CNIL, la loi n° 2005-1549 du 12 décembre 2005 relative au traitement de la récidive des infractions pénales a instauré le recours au placement sous surveillance électronique mobile (PSEM) dans le cadre de diverses mesures d'exécution de peines : 
- libération conditionnelle
- suivi sociojudiciaire
- surveillance judiciaire (art. 131-36-9 et suivants du code pénal).

De plus, la loi sur la rétention de sûreté de février 2008, instaurant notamment la Rétention de sûreté en France, a aussi instauré la « Surveillance de sûreté en France », qui peut comprendre le PSEM.
Selon la CNIL, « le placement sous surveillance électronique mobile ne peut être ordonné qu'à l'encontre d'une personne majeure condamnée à une peine privative de liberté d'une durée égale ou supérieure à sept ans et dont une expertise médicale a constaté la dangerosité, lorsque cette mesure apparaît indispensable pour prévenir la récidive à compter du jour où la privation de liberté prend fin » .

### Autorité compétente pour un placement sous surveillance électronique mobile
Le juge de l'application des peines (JAP).

### Personnes pouvant faire l'objet d’un placement sous surveillance électronique mobile
Sont susceptibles de faire l'objet d’une telle mesure :
- Les personnes condamnées à une peine supérieure à 7 ans d'emprisonnement et à un suivi socio-judiciaire.
- Les personnes condamnées à une peine supérieure à 10 ans d'emprisonnement relative à une infraction pour laquelle un suivi socio-judiciaire est encouru.
- Les personnes condamnées à une peine supérieure à 15 ans de réclusion criminelle relative à une peine permettant le prononcé d'une surveillance de sûreté.

Le PSEM peut être contesté en cas de risques pour la santé de la personne.

## Modalités d'exécution

### Procédure d’octroi

#### PSEM
Un an au moins avant la date de la libération, le JAP doit demander l’avis de la commission pluridisciplinaire des mesures de sûreté ; un examen de dangerosité est effectué par deux experts ; le service pénitentiaire d’insertion et de probation effectue une enquête socio-éducative et une enquête de faisabilité technique.
Avant d’être placée sous surveillance électronique, la personne concernée doit donner son accord par écrit.
La décision est prise selon les formes prescrites selon le cadre dans lequel est prononcé le PSEM :
- suivi socio-judiciaire
- surveillance judiciaire
- libération conditionnelle
- surveillance de sûreté

### Obligations d’une personne placée sous surveillance électronique
La détention à domicile sous surveillance électronique impose, pour le placé, interdiction de s'absenter de son domicile ou de tout autre lieu désigné par l’autorité judiciaire en dehors des périodes fixées par celle-ci. 
Les périodes et les lieux sont fixés en tenant compte : 
- de l'exercice d'une activité professionnelle par le placé ;
- du fait qu'il suit un enseignement ou une formation, effectue un stage ou occupe un emploi temporaire en vue de son insertion sociale ;
- de sa participation à la vie de famille ;
- de la prescription d'un traitement médical.

La détention à domicile sous surveillance électronique comporte également obligation de répondre aux convocations de toute autorité publique désignée par le juge.
Le condamné placé sous surveillance électronique peut également être soumis aux mesures prévues par les articles 132-43 à 132-46 du code pénal.

### Juge territorialement compétent pour le suivi et l'éventuelle révocation de la mesure
Lorsqu'il a été accordé une mesure de détention à domicile sous surveillance électronique, le juge de l'application des peines (JAP) territorialement compétent est celui de la juridiction dans le ressort de laquelle se trouve le lieu d'assignation du condamné fixé par la décision ayant accordé la mesure.
Le détenu est suivi par le service pénitentiaire d'insertion et de probation de la juridiction où se trouve le lieu de placement.

### Conséquence en cas de non-respect de la mesure
Le JAP peut prononcer la suspension de la mesure. Dans ce cas, il doit tenir le débat contradictoire dans le délai de quinze jours suivant l'incarcération du condamné qui résulte de cette suspension, à défaut de quoi la personne est replacée sous surveillance électronique si elle n'est pas détenue pour une autre cause.
Le JAP peut également retirer la décision de détention à domicile sous surveillance électronique, soit en cas d'inobservation des interdictions ou obligations prévues aux articles 132-26-2 et 132-26-3 du code pénal, d'inconduite notoire, d'inobservation des mesures prononcées en application de l'article 723-10 du CPP, d’une nouvelle condamnation ou du refus par le condamné d'une modification nécessaire des conditions d'exécution, soit à la demande du condamné. La décision est prise après débat contradictoire.

### Filmographie
- Film documentaire : « Prison à domicile », de Philippe Borel (France, 2007)

### Dans la culture
- Vox (2018), roman de Christina Dalcher : bracelet électronique bloquant à 100 le nombre de mots par jour, réservé aux femmes.